# Teresa Ribera
Teresa Ribera (teljes nevén Teresa Ribera Rodríguez; Madrid,  1969. május 19. –) spanyol politikus, 2024-től az Európai Bizottság versenyjogért felelős biztosa.

## Életpályája
Madridban tanult jogi tudomány.
2004 és 2008 között az éghajlatváltozási irodát vezette, mint főigazgató. Majd 2011-igt az akkori mezőgazdasági minisztérium éghajlatváltozásának államtitkára volt.
2011-ben a PSOE  tagja lett.
2018 júniusában Ribera lett a környezetvédelmi miniszter a Sánchez kabinetben

## Fordítás
Ez a szócikk részben vagy egészben  a   Teresa Ribera című német Wikipédia-szócikk fordításán alapul.  Az eredeti cikk szerkesztőit annak laptörténete sorolja fel. Ez a jelzés csupán a megfogalmazás eredetét és a szerzői jogokat jelzi, nem szolgál a cikkben szereplő információk forrásmegjelöléseként.